# Avvenimento di libertà
Avvenimento di libertà (sottotitolato Conversazioni con giovani universitari) è un saggio del sacerdote cattolico e teologo Luigi Giussani, fondatore del movimento Comunione e Liberazione, pubblicato nel 2002.

## Storia editoriale

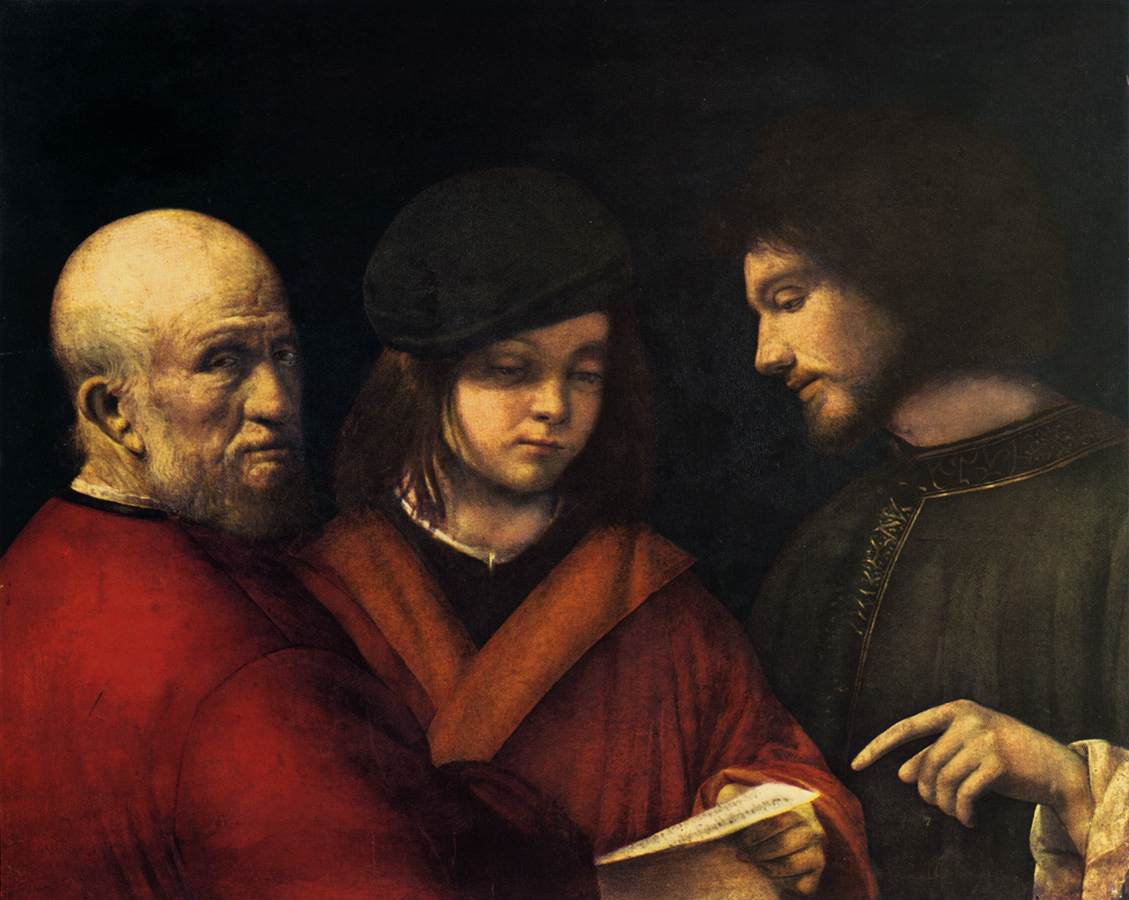
Un particolare del dipinto Tre età dell'uomo di Giorgione conservato presso la Galleria Palatina di Firenze è stato usato per la copertina di Avvenimento di libertà

Il libro, edito da Marietti di Genova che da alcuni anni stava pubblicando volumi antologici di Giussani, contiene la trascrizione inedita di conversazioni svoltesi durante alcuni raduni e esercizi spirituali di studenti universitari aderenti al movimento di Comunione e Liberazione prevalentemente negli anni novanta. I testi mantengono lo stile del dialogo e della forma domanda-risposta. Nelle assemblee, oltre alle risposte di Giussani, trovano spazio interventi del teologo Stefano Alberto, del medico Giancarlo Cesana e del filosofo Carmine Di Martino, tutti collaboratori stretti del sacerdote brianzolo e all'epoca tra i responsabili della sezione universitaria del movimento.

## Contenuti
La meditazione tenuta da Giussani durante gli esercizi spirituali degli universitari di Comunione e Liberazione svoltisi a Rimini nel dicembre del 1994, conosciuta e pubblicata in seguito col titolo Riconoscere Cristo, è considerata una sintesi di tutto il percorso esistenziale e educativo di Giussani ed è considerato uno dei suoi interventi più importanti, tanto che dai dialoghi avuti con varie comunità di universitari di CL nei mesi successivi, che avevano a tema le domande sorte dopo quella lezione, fu ricavato il volume Avvenimento di libertà.

## Edizioni
- Luigi Giussani, Avvenimento di libertà, 1ª ed., Genova, Marietti 1820, 2002,  p. 198, ISBN 88-211-6965-0.